# Rarita-Schwinger-Gleichung
In der theoretischen Physik ist die Rarita-Schwinger Gleichung (nach William Rarita und Julian Schwinger, die sie 1941 formulierten) eine relativistische Feldgleichung für Spin-3/2-Fermionen. Sie wird gewöhnlich dazu benutzt, zusammengesetzte Teilchen wie das Delta-Baryon zu beschreiben und zu untersuchen, manchmal wird sie auch für hypothetische Teilchenfelder wie das Gravitino verwendet. Bisher konnte allerdings noch kein stabiles Elementarteilchen mit Spin 3/2 experimentell nachgewiesen werden.
Die Rarita-Schwinger-Gleichung ist ähnlich aufgebaut wie die Dirac-Gleichung für Spin-1/2-Fermionen und kann aus dieser hergeleitet werden. In einer modernen Notation wird sie wie folgt angeschrieben:
{\displaystyle \left(\epsilon ^{\mu \kappa \rho \nu }\gamma _{5}\gamma _{\kappa }\partial _{\rho }+m\sigma ^{\mu \nu }\right)\psi _{\nu }=0}
mit
- {\displaystyle \epsilon ^{\mu \kappa \rho \nu }} das Levi-Civita-Symbol
- {\displaystyle \gamma _{5}} und {\displaystyle \gamma _{\nu }} Dirac-Matrizen
- {\displaystyle m} die Masse des Fermions
- {\displaystyle \sigma ^{\mu \nu }\equiv i/2\left[\gamma ^{\mu },\gamma ^{\nu }\right]}
- {\displaystyle \psi _{\nu }} eine Wellenfunktion mit dem Lorentzindex {\displaystyle \nu }. Die Wellenfunktion transformiert bezüglich dieses Index wie ein gewöhnlicher Vierervektor. Jede der vier einzelnen Komponenten der Wellenfunktion transformiert zusätzlich aber auch wie ein Dirac-Spinor. Die Darstellung entspricht damit der {\displaystyle \left({\tfrac {1}{2}},{\tfrac {1}{2}}\right)\otimes \left(\left({\tfrac {1}{2}},0\right)\oplus \left(0,{\tfrac {1}{2}}\right)\right)}, bzw. {\displaystyle \left(1,{\tfrac {1}{2}}\right)\oplus \left({\tfrac {1}{2}},1\right)}  Darstellung der Lorentz-Gruppe[2].

Die Rarita-Schwinger Gleichung kann aus folgender  Lagrange-Dichte hergeleitet werden:
{\displaystyle {\mathcal {L}}=-{\tfrac {i}{2}}\;{\bar {\psi }}_{\mu }\left(\epsilon ^{\mu \kappa \rho \nu }\gamma _{5}\gamma _{\kappa }\partial _{\rho }+m\sigma ^{\mu \nu }\right)\psi _{\nu }}
Dabei bezeichnet {\displaystyle {\bar {\psi }}_{\mu }=\psi _{\mu }^{\dagger }\gamma ^{0}} den adjungierten Spinor zu {\displaystyle \psi _{\mu }}.
Die Rarita-Schwinger-Gleichung hat für Teilchen mit Masse 0 eine Eichsymmetrie bezüglich der Eichtransformation {\displaystyle \psi _{\mu }\rightarrow \psi _{\mu }+\partial _{\mu }\epsilon }. Dabei ist {\displaystyle {\mathcal {\epsilon }}} ein frei wählbares, fermionisches Majorana-Feld,
das zu einer geeichten Supersymmetrietransformation gehört.
Von der Rarita-Schwinger-Gleichung existieren auch Weyl- und Majorana-Darstellungen, die sich bezüglich der physikalischen Ergebnisse nicht von der Originalgleichung unterscheiden.

## Bücher
- Walter Greiner: Theoretische Physik. Band 6: Relativistische Quantenmechanik. Wellengleichungen. 2. überarbeitete und erweiterte Auflage. Deutsch, Thun u. a. 1987, ISBN 3-8171-1022-7.